# Egernia
Egernia Gray, 1838 è un genere di sauri della famiglia Scincidae, endemico dell'Australia.

## Tassonomia
Il genere comprende le seguenti specie:
- Egernia cunninghami (Gray, 1832)
- Egernia cygnitos Doughty, Kealley & Donnellan, 2011
- Egernia depressa (Günther, 1875)
- Egernia douglasi Glauert, 1956
- Egernia eos Doughty, Kealley & Donnellan, 2011
- Egernia epsisolus Doughty, Kealley & Donnellan, 2011
- Egernia formosa Fry, 1914
- Egernia hosmeri Kinghorn, 1955
- Egernia kingii (Gray, 1838)
- Egernia mcpheei Wells & Wellington, 1984
- Egernia napoleonis (Gray, 1838)
- Egernia pilbarensis Storr, 1978
- Egernia richardi (Peters, 1869)
- Egernia rugosa De Vis, 1888
- Egernia saxatilis Cogger, 1960
- Egernia stokesii (Gray, 1845)
- Egernia striolata (Peters, 1870)